# Єрмишинський район
Єрмишинський район (рос. Ермишинский район) — муніципальне утворення (муніципальний район) на північному сході Рязанської області Росії.
Адміністративний центр — смт Єрмиш.

## Географія
Площа району - 1342 км². Муніципальне утворення межує з Кадомським, Касимовським і Пітелинським районами Рязанської області, а також з Теньгушевським районом Республіки Мордовія і Вознесенським і Виксунським районами Нижньогородської області.
Основні річки - Єрмиш, Мокша, Ока.

## Економіка
Промисловість району в 2006 році була представлена трьома малими підприємствами ТОВ «Діброва» (заготівля та переробка деревини), МУП «Молоко» (займалося переробкою молока, але до кінця 2008 року МУП «Молоко» призупинило свою діяльність, СПОК «Єрмишинська МТС» (надання послуг з монтажу, ремонту та технічного обслуговування машин для сільського господарства). Будівництвом в районі займаються чотири будівельні організації.